# Cichol Gri-cenchos
Cichol Gri-cenchos, auch Cicholl Gri-cenchos (gälisch: cichol „an Fleisch reich“, „muskelstark“, gri-cenchos „ohne Beine“ oder „Kopffüßler“) war in der keltischen Mythologie Irlands ein König der Fomori.

## Mythologie
Die Fomori werden als Gegner aller Eroberer Irlands im Lebor Gabála Érenn beschrieben. Sie sind einbeinige und einäugige Giganten, die als Vertreter der vorkeltischen Zeit und des Chaos gesehen werden.
Ihr erster in den irischen Legenden genannter König, Cicholl Gri-cenchos, wird sogar als Kopffüßler, als rumpfloser Riese beschrieben, dessen Beine direkt am Kopf angewachsen sind. Nach der Tradition landete Cichol 100 Jahre nach der Sintflut und 200 Jahre vor der Ankunft Partholons mit 50 Männern und 50 Frauen auf sechs Booten in Irland. Sein Volk lebte von Fischen und Federwild, bis sie von Partholon besiegt und zum Rückzug in die entlegensten Gebiete gezwungen wurden.
Unpaarige Gliedmaßen oder Augen (z. B. Balor) waren immer ein Zeichen von Zauberkraft oder dämonischer Mächte. Vor der Zweiten Schlacht von Mag Tuired tanzte deshalb Lugh auf einem Bein und mit einem zusammengekniffenen Auge um das Heer der Fomori.
Der keltische Kriegsgott Cicollus wird etymologisch mit Cichol ebenso in Verbindung gebracht wie auch das Dämonenweib Cichuil in der Legende Togail Bruidne Da Derga („Die Zerstörung der Halle Da Dergas“).